# Galerie Klatovy / Klenová
Galerie Klatovy / Klenová je součástí sítě oblastních galerií, sdružených v Asociaci muzeí a galerií České republiky a v Radě galerií České republiky. Od roku 2001 je příspěvkovou organizací Plzeňského kraje.

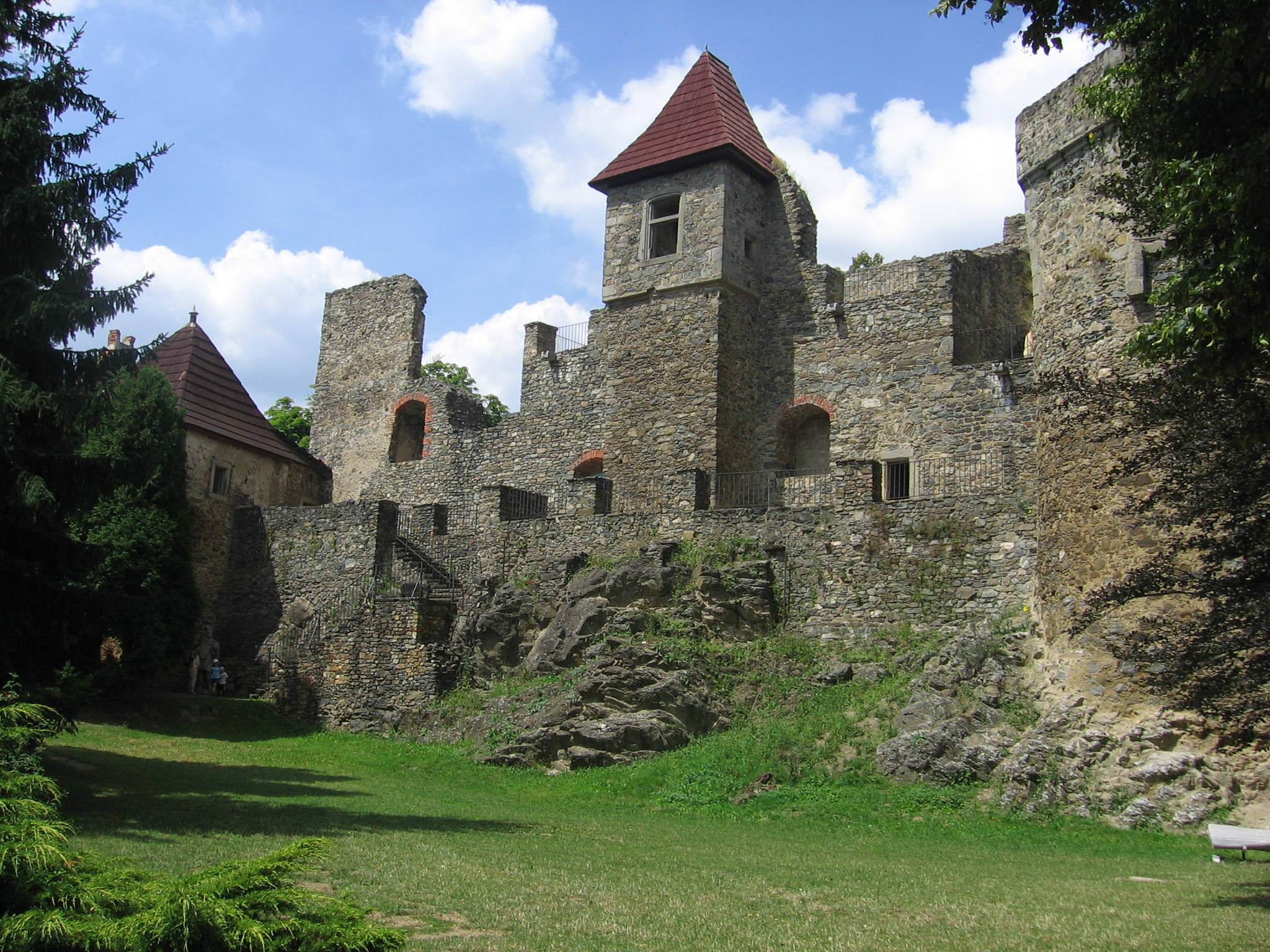
hrad Klenová

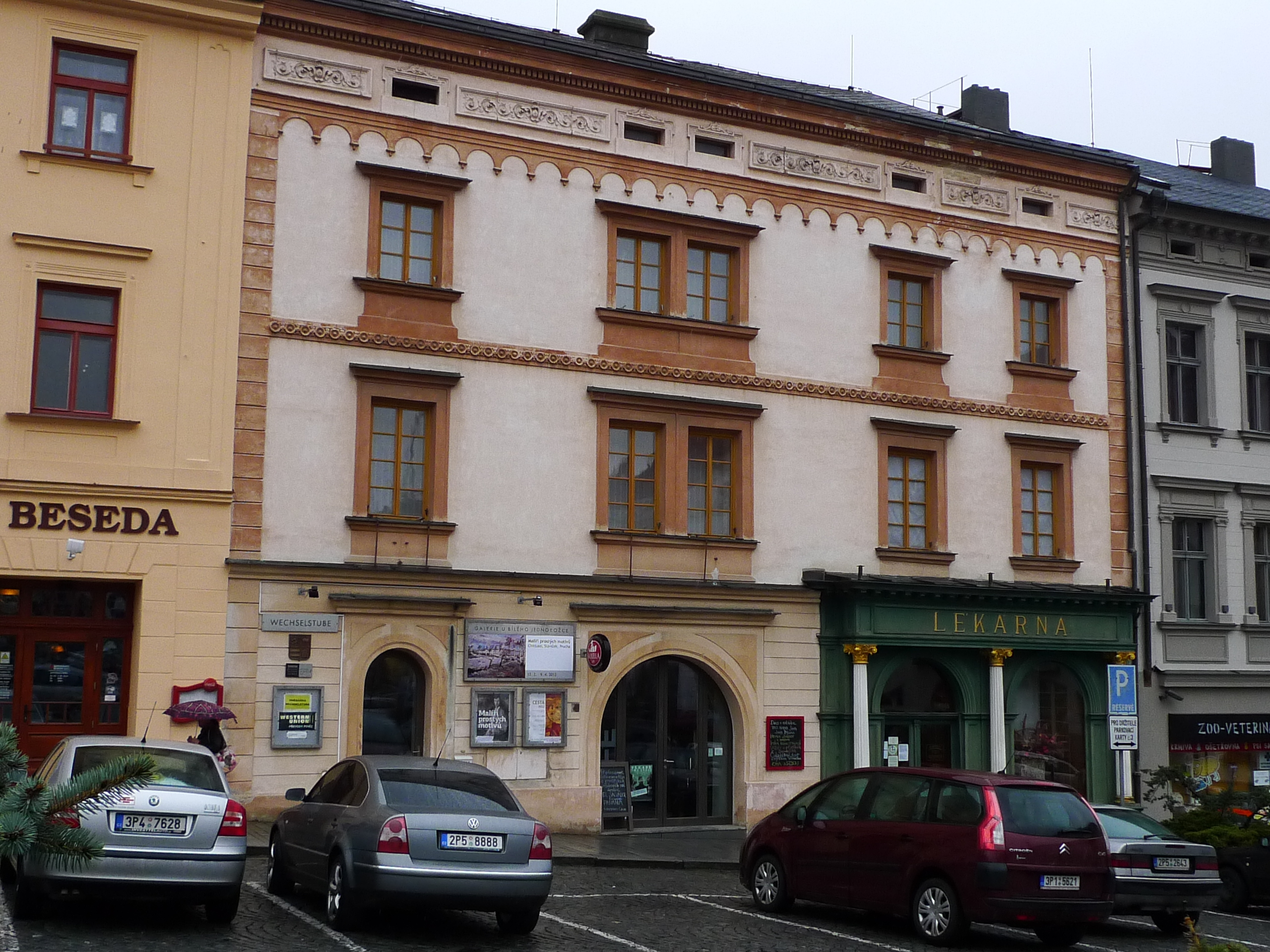
Klatovy, dům čp. 149, Galerie U Bílého jednorožce

Byla založena roku 1964 jako Okresní galerie výtvarného umění v Klatovech se sídlem na zámku Klenová z iniciativy malíře Vladimíra Levory. Vznikla bez návaznosti na lokální sbírky jako galerie venkovní plastiky a první část exponátů získala převodem z Ministerstva školství a kultury a dalších institucí. Nejvýznamnější soubor jejího sbírkového fondu vznikal až od konce 80. let. Převažují v něm díla poválečného umění 20. století a díla současných výtvarníků. Kromě hradu a zámku Klenová patří ke galerii Galerie Sýpka na Klenové, výstavní prostory Galerie U Bílého jednorožce v Klatovech a Kostel sv. Vavřince v Klatovech.

## Historie Galerie
Panství Klenová bylo roku 1948 zestátněno a během kolektivizace v roce 1951 připadlo tamnímu JZD. Areál hradu a novogotický zámek s vilou patřil předtím rodině Vrbových a malířka Vilma Vrbová-Kotrbová zde bydlela do roku 1978. Samotný hrad pod správou Národní kulturní komise postupně chátral. Dalšímu ničení hradu Klenová zabránil malíř Vladimír Levora, který roku 1963 začal připravovat zřízení galerie obrazů na klenovském zámku a galerii plastik ve volné přírodě. K založení Okresní galerie výtvarného umění na zámku a hradu Klenová došlo 1. ledna 1965 a Levora se stal jejím prvním ředitelem. V počátečních letech bylo na zámku vystaveno převážně české umění 19. století zapůjčené ze sbírek Národní galerie v Praze a Západočeské galerie v Plzni.  Od roku 1973 byla zřízována galerie plastik 20. století v podhradí. Na počátku normalizace roku 1973 ztratila klenovská galerie samostatnost a stala se součástí Okresního muzea v Klatovech.  Po propuštění Vladimíra Levory (1974) chyběli v galerii odborní pracovníci a její výstavní i akviziční činnost byla omezena. Následně vedl galerii nejprve Karel Adámek, který se snažil navázat na akviziční politiku Vladimíra Levory a nepřestal usilovat o opětovné osamostatnění galerie. Od roku 1980 vedl Klenovou ředitel Okresního muzea Antonín Šatra.
Roku 1978 získala galerie další výstavní prostory ve vile manželů Kotrbových, kde byla zároveň zřízena expozice děl národní umělkyně Vilmy Vrbové-Kotrbové (zrušena 1989). Hrad s dlouhodobě zanedbanou údržbou postihla série havárií (postupné zřícení vstupní i studniční věže, hradby, části paláce) a během oprav, které probíhaly až do roku 1987, byl z větší části nepřístupný. Budova zámku byla napadena dřevomorkou domácí a havarijní stav se stupňoval. Stejně zdevastovaná byla vila, statek a sýpka, které galerie získala z odkazu Vilmy Vrbové-Kotrbové. V podhradí sídlila armáda, která za součást cvičiště považovala i hrad. Po roce 1991 se v areálu hradu a zámku podařilo provést několik zásadních rekonstrukcí. Lokální opravy většího či menšího charakteru probíhají průběžně a v poslední době se daří za podpory Plzeňského kraje a přispění z fondu EU rekonstruovat budovu bývalého zámeckého statku, který je součástí celého hradu.
Roku 1979 byl na zámku zahájen program sezónních výstav výstavou Maxmiliána Pirnera, kterou připravil Roman Prahl.
Od roku 1991, kdy se galerie znovu osamostatnila a přešla pod správu Ministerstva kultury, později, od roku 2001 pod správu Plzeňského kraje, je její součástí také Galerie U Bílého jednorožce v Klatovech, která sídlí v rekonstruovaném historickém domě čp. 149 na náměstí v Klatovech. Jde o jednu z nejstarších renesančních budov v Klatovech, v jejímž přízemí je barokní lékárna U Bílého jednorožce (zal. 1639). Do roku 1989 byla v budově expozice Okresního muzea v Klatovech Pokrokové tradice a revoluční boje dělnické třídy na Klatovsku (1986), ale po pádu komunistického režimu zde byly instalovány výstavy fotografií z listopadových demonstrací a z okupace roku 1968, na které navázaly výstavy umění. První polistopadovou ředitelkou Galerie Klatovy / Klenová se stala Marcela Flašarová.
V devadesátých letech byla v Galerii Klatovy / Klenová zaměstnána kurátorka Helena Hrdličková, autorka série výstav Šedá cihla, které zmapovaly celou tehdejší výtvarnou scénu, včetně exilu. Spolu se sochařem Václavem Fialou na Klenové zavedla tradici mezinárodních výtvarných sympozií studentů vysokých škol. K roku 2000 připravila výstavu Portrét roku 2000, kde se představili i nejmladší výtvarníci, včetně studentů AVU. Od roku 1997 užívá Galerie Klatovy / Klenová jako výstavní prostory také rekonstruovanou Sýpku na Klenové.
Jako kurátor a později ředitel (2000–2009) působil v galerii od roku 1996 Marcel Fišer. Fišer založil Mezinárodní symposium linorytu na Klenové, navázal přeshraniční spolupráci s výtvarníky Horní Falce, ve spolupráci se Zámkem Týnec začal vydávat galerijní časopis Pars a zahájil výstavy absolventů evropských vysokých škol StartPoint (2003–2009). V té době v galerii působili jako kurátoři Martin Souček, Magdaléna Krejčová (Wells), Pavel Vančát, Jan Freiberg nebo Edith Jeřábková. Mezi významné výstavní projekty té doby patří výstavy Divočina – příroda, duše, jazyk nebo Od země přes kopec do nebe… kurátora Jiřího Zemánka. Projekt StartPoint získal nejvyšší počet bodů v kategorii výstavních projektů v rámci celé ČR a byl zařazen mezi tři projekty, jejichž realizaci finančně podpořilo Ministerstvo kultury ČR.
Od roku 2009 je ředitelkou Galerie Klatovy / Klenová Hana Kristová, která pokračovala ve směru nastaveném oběma předchůdci. Byl otevřen další výstavní prostor v budově purkrabství hradu, kde se konají výstavy umělců zabývajících se fotografií. Kromě velkých autorských výstav je ve výstavních síních galerie pravidelně formou tematických výstav představován sbírkový fond galerie. Byla založena tradice konání česko-německého Sympozia komiksu (bienále), kterou podporuje především Česko-německý fond kultury. Do sbírkového fondu galerie jsou získávána významná díla předních českých výtvarníků.
Galerie má kvalifikovanou nákupní komisi, v níž působí přední znalci moderního umění (B. Vachudová, J. Zemina, I. Neumann, J. Mištera, M. Foltýnová). Kurátory galerie jsou Petr Krátký a Michal Lazorčík.

## Výstavní prostory

### Hrad Klenová
Prostor obklopený hradními objekty spolu s nádvořím zámku slouží jako sochařský park a prostor k sezónním výstavám soch (1.4.-31.10.). Renesanční Harantovské křídlo hradu (Purkrabství) má v prvním patře reprezentativní prostory, kde probíhají doprovodné programy k výstavám a výstavy fotografií.

### Novogotický zámek Klenová
V přízemí je stálá expozice sbírek představitelů klasické moderny počátku 20. století spolu s ucelenou kolekcí jedenácti olejomaleb Vilmy Vrbové – Kotrbové, která se na Klenové narodila a odkázala galerii značné rodinné jmění. V prvním patře se konají proměnné výstavy moderního umění.

### Zámecká sýpka
Čtyřpodlažní barokní objekt v podhradí, je primárně určen k výstavám žáků uměleckých škol, výsledků workshopů a sympozií a regionálních i zahraničních výtvarníků.

### Galerie U Bílého jednorožce (čp. 149 v Klatovech)
Rekonstruovaný renesanční dům slouží celoročně jako výstavní síň galerie. Výstavní prostory zahrnují dvě nadzemní podlaží. V přízemí je barokní lékárna, kterou spravuje Vlastivědné muzeum Dr. Hostaše v Klatovech. Od roku 2008 je v přízemí domu zřízena kavárna.

### Ostatní prostory
Galerie využívá k výstavám také Kostel sv. Vavřince v Klatovech. Vila Paula na Klenové poskytuje ubytovací zázemí výtvarníkům a kurátorům (sympozia, rezidenční pobyty) a v opravené části areálu bývalého statku je dočasně zřízen depozitář.

## Sbírky
Základ sbírky tvoří díla od 2. poloviny 20. století (informel, nová figurace a představitelé tvůrčích skupin Máj, Trasa, UB 12, Radar, Etapa, Proměna, Skupina Tvrdohlaví, 12 / 15 Pozdě, ale přece) po současnost. Kolekce více než 3000 děl zahrnuje samostatné podsbírky obrazů (kolem 1000), kresby (více než 1000), plastiky (kolem 560), od roku 2004 též fotografie, filmy a videozáznamy, od roku 2010 grafiky.
V počátečních letech se na Klenové vystavovalo převážně české umění 19. století ze sbírek Národní galerie v Praze a Západočeské galerie v Plzni a galerie budovala vlastní sbírkový fond postupně. Hrad Klenová sloužil k výstavám plastik v exteriéru, zámek jako expozice komorní plastiky a prostor k sezónním výstavám. Na začátku své činnosti získala galerie 350 výtvarných děl, z toho 300 obrazů a 50 plastik, většinou převodem z Ministerstva školství a kultury, Národní galerie v Praze, Západočeské galerie v Plzni, Galerie umění v Karlových Varech, Chebu a zámku Otín. Výjimku tvoří konvolut třinácti plastik sochařky Mary Duras (1898–1982), získaných převodem od Obvodního národního výboru v Praze 6, konfiskovaných po emigraci sochařky do zahraničí roku 1963. Do konce šedesátých let byla sbírka obohacena o 15 obrazů, 84 plastik a 112 kreseb. Součástí sbírek je také soubor portrétů příslušníků habsburského rodu z 18. století.
V 70. a 80. letech galerie získala téměř 800 děl, většinou převody z jiných institucí nebo od regionálních autorů Sdružení západočeských výtvarných umělců (Karel Frauknecht, Pavel Maur, Vladimír Modrý, Václav Vodák), dále obrazy Jana Kojana, O. Matouška, K. Valtera a díla regionálních sochařů (Jaroslav Votlučka, Jaroslav Bocker, Ladislav Fládr, Karel Kuneš, Jiřina Marešová, Josef Vajce). Největší soubor tvoří obrazy (V. Vrbové-Kotrbové). Počátkem normalizace ustala vlastní akviziční činnost a do galerie byla převedena pouze díla z nákupů Ministerstva kultury - vesměs malířů a sochařů tehdejší normalizační výtvarné scény (Holakovský, Sopr, Kavan, Kodet, Koštoval, Vingler, Hladík, Kryštůfek, Malátová, Malejovský, Oplt, Paderlík, Pangrác, Peca, Radvan, K. Skála, K. Souček, Stavinoha, R. Svoboda, L. Šimák, V. Šimek, F. Turek, V. Vingler, J. Zábranská-Sychrová). Galerie v následujících letech získala ojedinělá díla představitelů starší generace sochařů (V. Levý, H. Wichterlová, Q. Kocian, K. Dvořák). Mimo nich bylo jen minimem uměleckých děl ve sbírce zastoupeno 19. století (někteří představitelé Mařákovy krajinářské školy, Bubeníček, Kalvoda, Kaván, Radimský), nebo hlavní umělecké proudy a tendence první poloviny 20. století (Osma, Skupina výtvarných umělců, Skupina 42). Skutečnou sbírku začala galerie budovat až v závěru 80. let, kdy ředitel Okresního muzea Antonín Šatra pověřil sestavením nákupní komise pracovnici tehdejšího oddělení regionálních galerií NG Evu Neumannovou.
Sbírky byly v této době rozšířeny o velký soubor děl významných umělců střední a mladší generace (Jiří Sopko, Michael Rittstein, Vladimír Novák, Jiří Sozanský, Karel Pauzer a Hana Purkrábková). Tento nákup předznamenal sbírkotvornou činnost galerie po roce 1989. Galerie se zaměřila na neoficiální výtvarnou scénu z období normalizace a autory zastoupené v samizdatovém sborníku Šedá cihla (1985). Uspořádala sérii výstav, z nichž první v roce 1991 zahrnovala 62 z celkem 78 autorů kteří se podíleli na vydání tohoto sborníku v době normalizace. Další výstavy, připravené kurátorkou Helenou Hrdličkovou, zahrnuly mladé autory a exilové výtvarníky.
Galerie vlastní soubory děl J. Koláře a B. Kolářové, sochařů J. Beránka, Vladimíra a Věry Janouškových, R. Kratiny, V. Prachatické, J. Róny, J. Seiferta, Z. Sekala, J. Sozanského, R. Uhera, K. Vobišové, O. Zoubka, malířů Alvy Hajna, F. Hodonského, L. Karouška, E. Kotrby, V. Levory, V. Maliny, V. Nováka, P. Orieškové, J. Patery, S. Podhrázského, J. Petrboka, M. Ranného, J. Smetany, O. Smutného, J. Sopka, Z. Sýkory, A. Šimotové, V. Tittelbacha, Jitky a Květy Válových, P. Rudolfa, R. Wiesnera, konceptuálních umělců D. Chatrného, D. Langa, R. Sikory, F. Skály, grafiků J. Holoubka, A. Kučerové, O. Kulhánka, J. Lieslera, J. Lindovského, P. Piekara, J. Růžičky, J. Váchala i exulantů J. Ladochy, T. Rajlicha.
Po roce 1989 byla zásadně přeinstalována sbírka venkovní plastiky a byl do ní zařazena díla Maria Kotrby, Jiřího Seiferta, Jaroslava Róny, Antona Čierného, Vincence Vinglera, Václava Fialy, Čestmíra Sušky, Pavla Opočenského, Antonína Kašpara, Tomáše Polcara a Moniky Immrové. Nákupy děl z poslední doby zahrnují umělce mladší a střední generace (T. Polcara, A. Růžičku, O. Malečka, J. Špaňhela, J. Strettiho, E. Jakubíčkovou, M. Immrovou, Z. Strobachovou, J. Bolfa, L. Typlta, i zaplnění mezer o chybějící díla generace 60. let - skupiny Normal (J. Knap, M. Kunc, P. Angermann), M. Mouchu, J. Zeithammla, M. Blabolilovou, H. Demartiniho, Z. Ciglera, S. Kolíbala, R. Němce.

### Výstavy (výběr)
- 1966 Karel Valter: Obrazy, Rudolf Svoboda: Plastiky
- 1979 Max Pirner: Výbor z malířského díla
- 1991 ...a po deseti letech (výstava 12/15)
- 1991 Šedá cihla 78/1991
- 1991 Pod oponou '91
- 1992 Šedá cihla 35/1992
- 1993 Šedá cihla 34/1993
- 1994 Festival Apokalypsa
- 1994 Barbara Benish: Apokalypsa
- 1994 Šedá cihla 66/1994 Exil

další výstavy podrobně viz abART: